# Аристей (математик)
Аристей Старший (др.-греч. Ἀρισταῖος ὁ Πρεσβύτερος, около 300 года до н. э.) — древнегреческий математик, современник Евклида. Папп Александрийский сообщает, что Аристей был автором трактата «О пространственных местах» в пяти книгах. Гипсикл в принадлежащей ему дополнительной XIV книге Начал Евклида сообщает, что Аристею принадлежала книга «О сравнении пяти правильных тел».